# Lioublino (domaine)
Pour les articles homonymes, voir Lioublino.
Lioublono est un ensemble architectural du XVIIIe siècle et un parc situés dans le raïon de Lioublino, faisant partie de la municipalité de Moscou, dans le district administratif sud-est.

## Historique

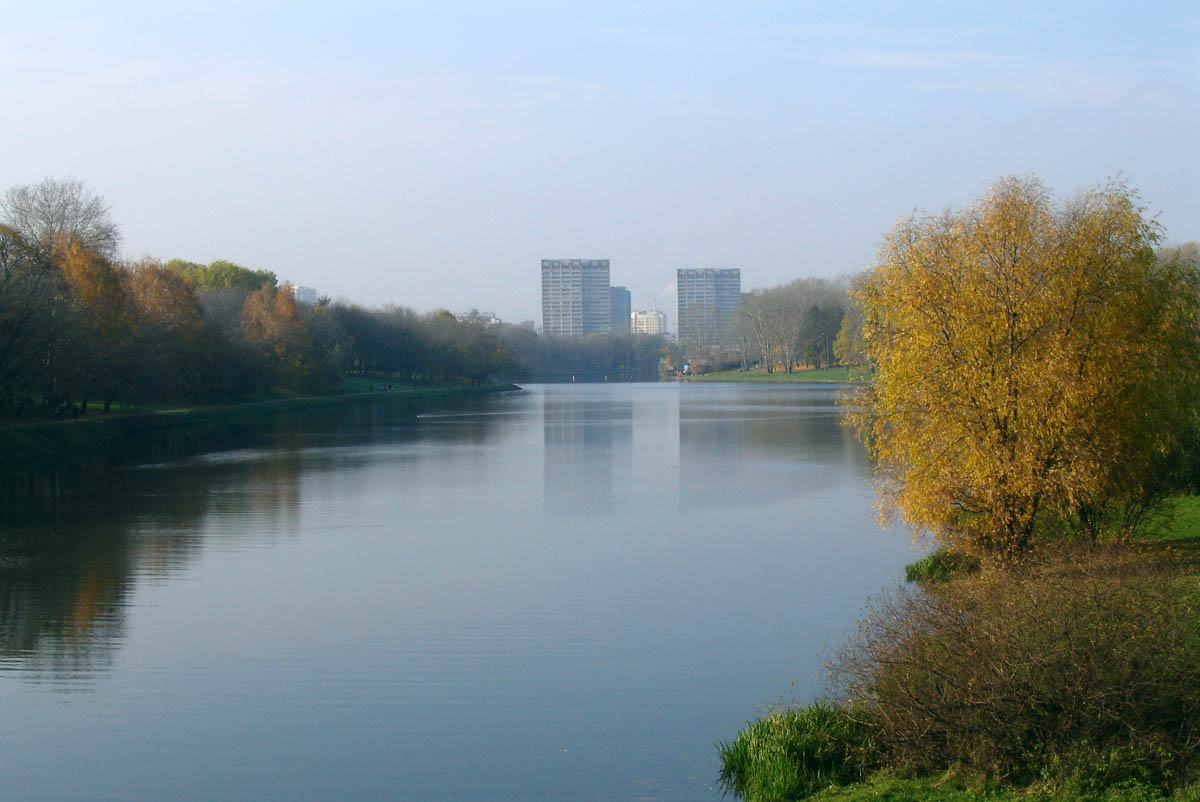
Vue du lac et du parc de Lioublino

Les premières mentions du domaine datent du XVIIe siècle sous le nom de Godounovo du nom de son premier propriétaire, Grigori Petrovitch Godounov. Sa fille Agrafine en hérite et l'apporte en dot à son époux, le prince Vladimir Nikititch Prozorovski, ancien aide-de-camp du maréchal-prince Michel Galitzine. Le propriétaire suivant est leur fils, le prince Pierre Prozorovski, qui renomme le domaine Lioublino (du verbe lioubit: aimer), lui donnant une connotation pastorale en vogue au XVIIIe siècle. Son fils Vladimir Petrovitch (1743-1796), après une courte carrière militaire, a le rang d'assesseur de collège. Il épouse la princesse Prascovie Khilkov (1739-1807). Le château et ses terres sont vendus à la fin des années 1790, d'abord à la comtesse Razoumovsky, puis à la princesse Ouroussov, née Volkov et enfin au lieutenant-général Nicolas Alexandrovitch Dourassov (1760-1818) qui démolit l'ancien manoir pour le château néoclassique actuel, au bord du petit lac de Lioublino.

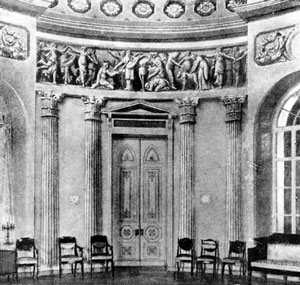
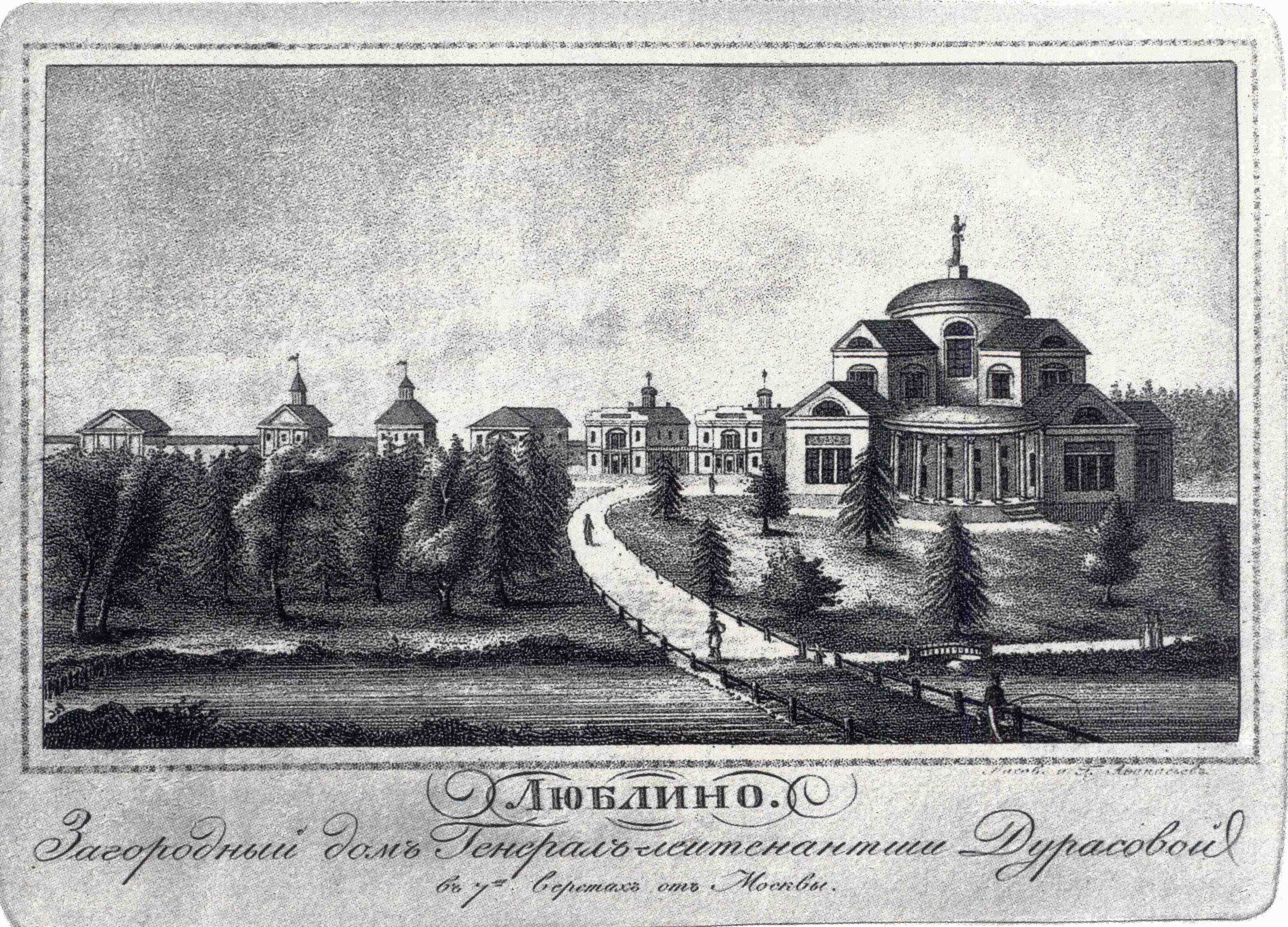
Vue du domaine au début du XIXe siècle
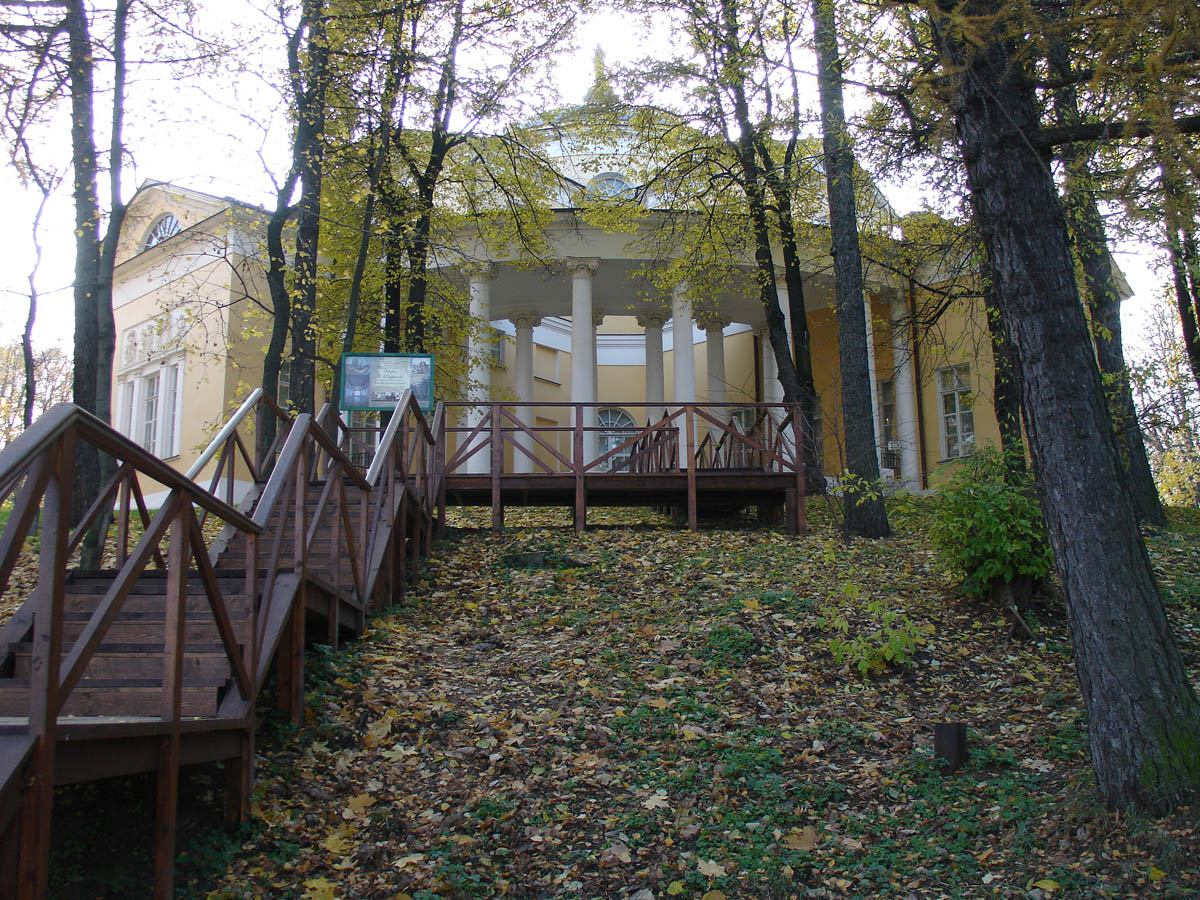
Vue d'une des colonnades du château
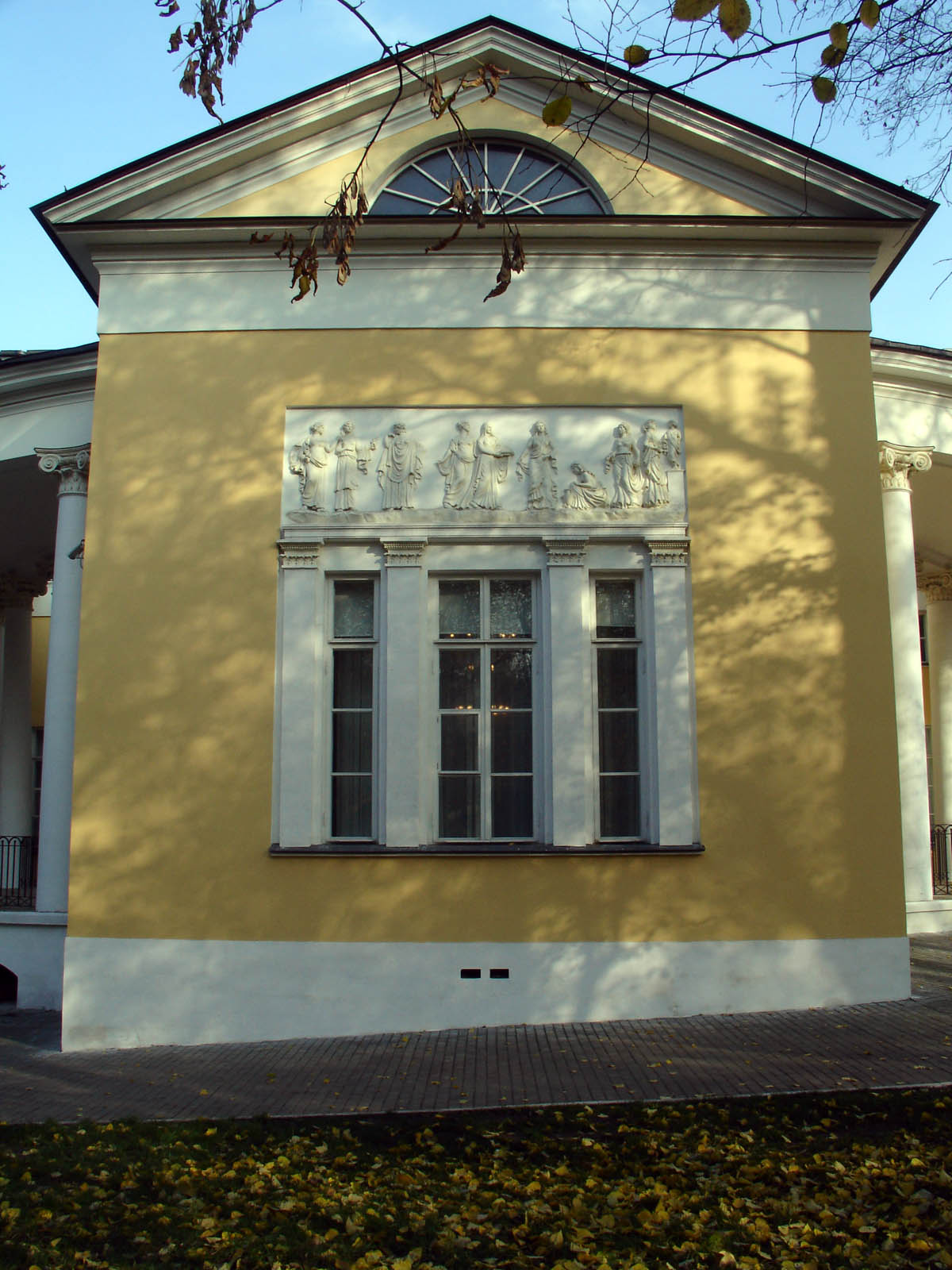
Détail d'une fenêtre et d'un bas-relief
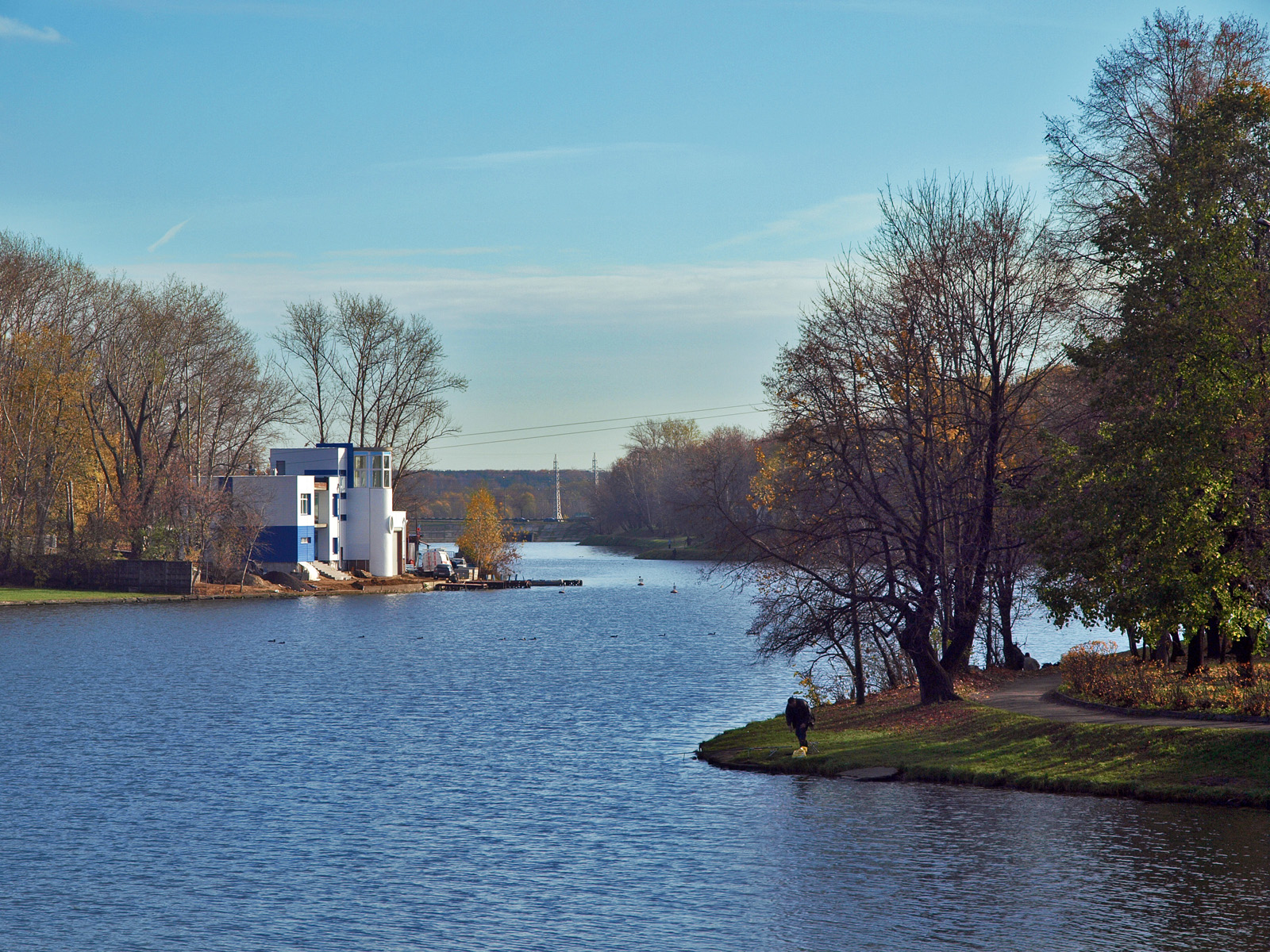
Vue du lac de Lioublino

On considère que l'architecte de Lioublino est Ivan Egotov, qui construisit le château voisin de Kouzminki et se servit des façades de Lioublino comme modèle. Celui-ci est terminé au début du XIXe siècle, mais l'édification des façades se poursuit jusque dans les années 1810. Le château est bâti sur un plan en forme de croix. Une salle centrale en forme de rotonde donne sur quatre salles symétriques réunies à l'extérieur par une colonnade ionique dessinant un cercle. La légende rapporte que ce plan avait été choisi par Dourassov pour rappeler sa croix de Sainte-Anne. l'ensemble architectural est remarquable par l'originalité de son style, de ses médaillons et de ses bas-reliefs classiques, œuvres de Giorgio Scotti, ainsi que des fresques. Le plafond de la rotonde est décoré d'une fresque représentant Le Triomphe de Vénus et de médaillons à sujet mythologique. La salle de bal rectangulaire avec différents marbres est ornée de corniches, de bas-reliefs et d'une fresque représentant Pyrrhus[Lequel ?] à Naxos. Le grand salon des colonnes dans l'aile sud-ouest est décoré de trompe-l'œil de  couleur rose imitant le marbre. Il y avait aussi un théâtre, une maison pour les acteurs, avec une petite école de théâtre, une orangerie et des écuries. Le château a l'honneur de recevoir la visite de l'impératrice Marie Féodorovna en mai 1818 qui assiste à une représentation théâtrale.
L'orangerie est transformée en maison d'habitation dans la seconde moitié du XIXe siècle et en 1872, après l'exposition polytechnique, l'église en bois qui y est présentée est installée dans le parc de Lioublino. Celui-ci est ravagé par la tornade du 16 juin 1904 qui détruit aussi la sculpture d'Apollon en haut de la rotonde. Le propriétaire de l'époque, le négociant Kolofteïev, lotit une partie du parc paysager qui se couvre de datchas données en location. Dostoïevski en habita une en 1866. Le parc, grâce au chemin de fer, devient un lieu de promenade fréquenté.
Le domaine est nationalisé au début de 1918. Le château devient une école, un commissariat de la milice locale, puis une maison de la culture, appelée le club de l'Internationale, et réservée aux cheminots et pendant la Seconde Guerre mondiale un lieu d'habitation. Le château accueille en 1948 l'institut d'hydrophysique ANSSR et il restauré entre 1952 et 1957 par O. Sotnikova et L. Sakharova. L'institut d'océanologie OKB s'installe ensuite dans un bâtiment à l'est du château.

## Aujourd'hui
Le bâtiment du château est privatisé dans les années 1990 pour en faire aujourd'hui un musée et il est restauré massivement jusqu'en 2005. Le musée est ouvert tous les jours de 11h à 17h présentant des œuvres d'art et du mobilier des XVIIIe et XIXe siècles. Des concerts classiques sont donnés régulièrement à la belle saison dans la cour, et toute l'année dans les salons. Des expositions régulières se tiennent à l'entresol et dans le belvédère. Un salon du rez-de-chaussée est consacré à l'histoire du billard russe.
Le parc, quant à lui, fait aussi l'objet d'un réhabilitation, des bâtiments indésirables sont détruits et les contrats de location commerciaux rompus. La municipalité de Moscou souhaite par une décision de 2007 transformer l'ancienne école de théâtre de Dourassov en une véritable école d'art dramatique et faire de l'ensemble un complexe théâtral avec le parc, ce que les Moscovites se sont empressés de nommer avec humour Tetrograd (de théâtre et de grad, ville).

## Notes

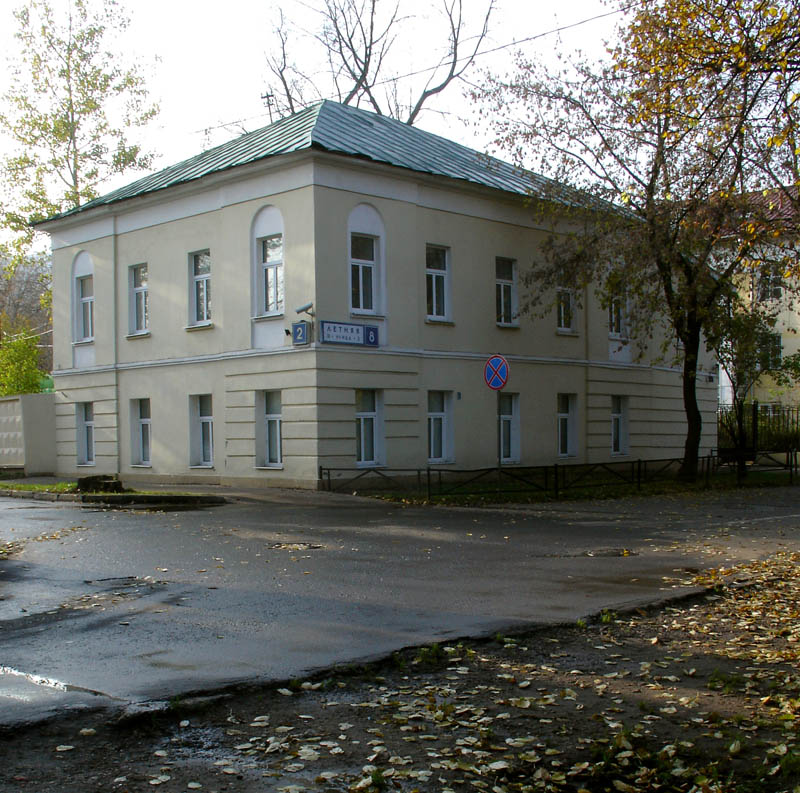
Vue de l'école-studio de théâtre